# Método do gradiente

Illustração do método do gradiente (as linhas em azul correspondem a curvas de nível, e as setas a vermelho correspondem a 4 iterações do método)

O método do gradiente (ou método do máximo declive) é um método numérico usado em otimização. Para encontrar um mínimo (local) de uma função usa-se um esquema iterativo, onde em cada passo se toma a direção (negativa) do gradiente, que corresponde à direção de declive máximo. Pode ser encarado como o método seguido por um curso da água, na sua descida pela força da gravidade.

## Descrição
Começando com um vetor inicial {\displaystyle \mathbf {x} _{0}}  visando alcançar um ponto de mínimo de {\displaystyle F}, consideramos a sucessão definida por {\displaystyle \mathbf {x} _{0},\mathbf {x} _{1},\mathbf {x} _{2},\dots } onde a pesquisa linear é dada pela direção de descida {\displaystyle \mathbf {d} _{n}}
{\displaystyle \mathbf {x} _{n+1}=\mathbf {x} _{n}+\omega _{n}\mathbf {d} _{n}}.
No caso do método do gradiente a condição de descida verifica-se tomando 
{\displaystyle \mathbf {d} _{n}=-\nabla F(\mathbf {x} _{n})}
ficando a iteração definida por 
{\displaystyle \mathbf {x} _{n+1}=\mathbf {x} _{n}-\omega _{n}\nabla F(\mathbf {x} _{n})}.

## Pesquisa exata e inexata
Um dos problemas habituais nos métodos de pesquisa linear é determinar o passo {\displaystyle \omega _{n}} a ser considerado na iteração.
Há duas abordagens possíveis:
- Pesquisa exata - onde {\displaystyle \omega _{n}} será o valor otimal numa otimização unidimensional.
- Pesquisa inexata - onde {\displaystyle \omega _{n}} será apenas um valor aproximado.

Isto tem que ser feito a cada passo, pelo que a Pesquisa Exata pode ser incomportável em tempo computacional, sendo preferível usar uma Pesquisa Inexata.
No caso da pesquisa exata, procura-se o ponto de mínimo de uma nova função
{\displaystyle g(\omega )=F(\mathbf {x} _{n}-\omega \nabla F(\mathbf {x} _{n}))}
notando que {\displaystyle \mathbf {x} _{n}} está fixo e apenas {\displaystyle \omega >0} está a variar.
Se for possível encontrar esse ponto de mínimo, então obtemos:
{\displaystyle \omega _{n}=} arg min{\displaystyle _{\omega >0}\,g(\omega )}
por exemplo, calculando os zeros da derivada da função g.
Sendo moroso ou impraticável minimizar g considera-se um valor aproximado, dado por exemplo pelo Critério de Wolfe, que é um dos critérios mais usados na pesquisa inexata.

## Algoritmo
Um algoritmo em pseudo-código pode definir-se assim:
- Define-se o vector inicial {\displaystyle \mathbf {x} _{0}}
- Ciclo em {\displaystyle n}
  - calcula-se a direção de descida {\displaystyle \mathbf {d} _{n}=-\nabla F(\mathbf {x} _{n})}
  - define-se a função {\displaystyle g(\omega )=F(\mathbf {x} _{n}+\omega \mathbf {d} _{n})}
  - determina-se {\displaystyle \omega _{n}} = arg min{\displaystyle _{\omega >0}\,g(\omega )}
    - (por pesquisa exata ou inexata)

  - define-se {\displaystyle \mathbf {x} _{n+1}=\mathbf {x} _{n}+\omega _{n}\mathbf {d} _{n}}
- Até que {\displaystyle ||\nabla F(\mathbf {x} _{n+1})||<\epsilon }
  - (onde {\displaystyle \epsilon }, pequeno, define o critério de paragem)

## Solução de um sistema linear
O método do gradiente pode ser usado para resolver sistemas lineares, usando minimização quadrática, i.e. usando o método dos mínimos quadrados. 
Fórmulas explícitas para encontrar o passo ótimo podem ser encontradas neste caso.

## Equações diferenciais ordinárias
Seja {\displaystyle F(x)}, uma função dada, em que  {\displaystyle x\in \mathbb {R} ^{m}} e {\displaystyle F(x)\in \mathbb {R} }. 
Supondo que a função {\displaystyle F(x)} possua derivada contínua, podemos considerar a equação diferencial ordinária
{\displaystyle {\begin{cases}v'(t)&=&-\nabla F(v(t))\\v(0)&=&x_{0}\end{cases}}.\qquad \qquad (*)}
Pode-se mostrar que  a única solução  {\displaystyle v(t)} dessa equação é tal que {\displaystyle F(v(t))} é decrescente, enquanto {\displaystyle \nabla F(v(t))\neq 0}. Na verdade {\displaystyle v(t)} é a curva na direção de maior decrescimento de {\displaystyle F(x)}, iniciando em {\displaystyle x_{0}.}
O uso do método de Euler para determinar uma aproximação a solução {\displaystyle v(t)} (da equação {\displaystyle (*)}) é equivalente ao método do gradiente (quando o tamanho de passo é variável).
Observamos que o ponto de mínimo de {\displaystyle F(x)} é um ponto crítico dessa função.  Por isso, podemos procurar os pontos de mínimo de {\displaystyle F(x)} por meio das soluções da equação {\displaystyle g(x)=0}, em que 
{\displaystyle g(x)=\nabla F(x).}
Isso pode ser feito resolvendo a equação diferencial ordinária 
{\displaystyle {\begin{cases}Jg(u(t))u'(t)&=&-g(u(t))\\u(0)&=&x_{0}\end{cases}}\qquad \qquad (**)},
em que 
{\displaystyle Jg(x)=HF(x)}, 
é a matriz Jacobiana de {\displaystyle g(x)} e {\displaystyle HF(x)} é a matriz Hessiana de {\displaystyle F(x)}. 

Pode-se mostrar, sob certas condições, que   a única solução {\displaystyle u(t)} dessa equação {\displaystyle (**)} é tal que que 
{\displaystyle \phi (u(t))={\frac {\|g(u(t))\|^{2}}{2}}}
decresce, enquanto {\displaystyle \nabla F(u(t))\neq 0}.

O uso do método de Euler para determinar uma aproximação para {\displaystyle u(t)}, com tamanho de passo {\displaystyle h=1}, é equivalente ao método de Newton para otimização.